# La portatrice di pane (película de 1911)
La portatrice di pane («La vendedora de pan» en italiano) es una película dramática muda italiana de 1911 dirigida por Romolo Bacchini. Está basada en la novela francesa La Porteuse de pain de Xavier de Montépin.

## Reparto
- Ruffo Geri
- Maria Jacobini (como Maria Righelli).
- Gennaro Righelli